# 山崎耕一郎
山崎 耕一郎（やまざき こういちろう、1940年2月7日 - 2017年11月24日）は、日本の社会運動家。

## 人物
1940年2月7日、東京に生まれる。父親は元早稲田大学教授（ドイツ文学）の山崎八郎。伯父（父の兄）は向坂逸郎。
1960年に東京大学入学、在学中から、学生運動、社会運動に参加。東京大学経済学部学生自治会副委員長を務める。
1963年、日本社会主義青年同盟（略称：社青同）東京地区本部の専従となり、東京大学を中退。1964年、樋口圭之介と共に社青同第四回全国大会で議案修正案（改憲阻止・反合理化の基調）を提案し可決させ、左派優位の端緒を作り出す。1966年、社青同東京地本九三事件にあたって東京地本書記長に就任し、地本再建に尽力する。1968年頃からの社青同三分解状況では第一見解派（向坂派）に属す。1969年から1974年まで社青同中央本部書記長、1974年から1980年まで社青同委員長。
1980年から社会主義協会専従となり、1998年まで関東支局に勤務。1998年の社会主義協会再分裂を機に社会主義協会（佐藤協会）事務局長となり、2006年まで務める。
2000年より田中勝之と共に『山川均全集』の編集に携わり、完結させる。2006年から2012年まで社会主義協会代表代行。2012年社会主義協会顧問。2002年労働者運動資料室を創設し副理事長となり、2012年には理事長に就任した。社会主義協会代表代行退任後は、労働者運動資料室を拠点に活動を続けた。
2017年11月24日、突発性心臓発作で死去、享年77。翌2018年2月18日、文京区民センター（東京都文京区）にて「山崎耕一郎さんを偲ぶ会」（呼びかけ人：小島恒久、若松繁男、小島英俊、立松潔、市川博美、宗邦洋、善明建一、佐藤礼次）が催された。

## 著書

### 単著
- 『ソ連的社会主義の総括』（労働大学 1996年）
- 『21世紀の社会主義』（労働大学 2006年）

### 共編著
- 細井雅夫共著『越えられない山はない』(日本社会主義青年同盟中央委員会　1981年)
- 編著『アフガニスタン革命』(十月社　1982年)
- 盛山健治共著『青年運動』（労働大学 1996年）
- 社会主義理論学会編『資本主義の限界と社会主義』（共著 時潮社 2012年）
- 佐藤優共著『マルクスと日本人　社会運動からみた戦後日本論』（明石書店　2015年）
- 小島英俊共著『漱石と資本論』（祥伝社　2017年）ほか